# Вислицкий, Адам

Журнал «Przegląd Tygodniowy Życia Społecznego, Literatury i Sztuk Pięknych» N 17 за 1871 г.

Адам Вислицкий (пол. Adam Wiślicki; 24 декабря 1836, Варшава, Царство Польское, Российская империя — 29 июля 1913, там же) — польский журналист, публицист, издатель.

## Биография
Родился в семье писателя Иосифа-Николая Вислицкого, брат композитора Владислава Вислицкого.
После окончания гимназии сотрудничал с газетами «Gazety Codziennej» и «Księgi Świata».
В молодости занимался переводом и переделкой иностранных сочинений, писал самостоятельные брошюры, преимущественно в области географии; из его работ того времени наиболее значительно сочинение «Pogląd na sprawę włościańska» («Взгляд на влосцянское дело», 1862).
После подавления польского восстания 1863 года польская молодежь от романтических идеалов стала переходить к более рациональным и практическим взглядам; новые научные веяния под знаменем позитивизма и дарвинизма стали колебать узкоортодоксальные взгляды на сущность религии. Вместо политических мечтаний стало цениться стремление к всестороннему развитию народа.
Именно в это время, в 1866 году, А. Вислицкий основал и был многолетним редактором журнала «Przegląd Tygodniowy Życia Społecznego, Literatury i Sztuk Pięknych» (Еженедельный обзор общественной жизни, литературы и изящных искусств), который начал борьбу со старыми порядками и предрассудками.
Появление журнала А. Вислицкого было эпохой в истории польской общественной жизни: около него сгруппировались все молодые силы поляков, которые потом, спустя несколько лет, разделились на более или менее различающиеся друг от друга политические партии.
В 1873—1901 годах А. Вислицкий был главным редактором Podręczna encyklopedia powszechna (Общая универсальная энциклопедия).